# フジタ病院
フジタ病院（フジタびょういん）は、医療法人藤田会が大阪府大阪市福島区吉野に設置する病院（救急告示病院）。

## 診療科
(この節の出典)
- 内科
- 整形外科
- 外科
- 麻酔科
- 神経内科
- 皮膚科
- リハビリテーション科
- 放射線科
- リウマチ科
- 形成外科
- 臨床検査科

## 医療機関の指定
(この節の出典)
- 保険医療機関
- 労災保険指定病院
- 生活保護法指定病院
- 原子爆弾被害者一般疾病医療取扱病院

## 交通アクセス
(この節の出典)
- JR環状線「野田駅」、JR東西線「海老江駅」、  阪神本線「野田阪神駅」、OsakaMetro千日前線「玉川駅」　各駅下車徒歩5分